# NET (empresa)
NET es una compañía de telecomunicaciones que ofrece servicios de Televisión por Cable, Conexión a Internet y telefonía. El servicio NET TV de la compañía (TV por cable) tiene alrededor de 5.4 millones de suscriptores al segundo trimestre registrado en el año 2012. NET también opera su servicio de Internet de banda ancha brindando el servicio NET Virtua con una gran cantidad de usuarios aproximadamente 9 millones de suscriptores registrado en el año 2019 y telefonía por cable (con el servicio NET Fone controlado por Embratel) con más de 2.5 millones de suscriptores. NET actualmente es propiedad de América Móvil

## Historia
NET empezó a realizar sus operaciones en Brasil encabezado por la familia de Roberto Marinho, por parte de la empresa Grupo Globo, en marzo de 2005 la compañía mexicana Telmex adquirió al empresa brasileña con un total de 570 millones reales brasileños.
En el año 2006 la compañía NET anunció que podrían comprar Vivax, la segunda compañía de cable más grande de Brasil. Más tarde las transiciones fueron aprobadas en mayo de 2007 y completadas en el mismo año.
En 10 de agosto de 2010, NET se convirtió en la primera operadora en ofrecer los canales relacionados de la empresa Discovery Inc. en Brasil, los canales que empezaron a transmitir son: Discovery Channel, Animal Planet, Discovery Kids, Investigation Discovery, TLC, Discovery Home & Health, Discovery Science, Discovery Turbo y Discovery Theater.

## NET Vírtua
El servicio de conexión en Internet de la compañía NET tiene una capacidad de 2 Mbps a 240 Mbps en casi todas la ubicaciones del área de cobertura de la compañía. También ofrecen 500 Mbps basados en FTTH en algunas de las localizaciones.